# MotoMagx
MotoMagx는 모토로라가 2007년 중저가형 휴대폰에서 실행하기 위해 개발 및 출시한 리눅스 커널 기반 모바일 운영체제이다. 이 시스템은 몬타비스타(MontaVista)의 Mobilinux를 기반으로 했다. 원래는 곧 출시될 장치의 60%를 대상으로 했으나 곧 안드로이드 및 윈도우 모바일 운영 체제로 대체되었다.
MOTOMAGX는 모토로라의 GSM/UMTS 장치와만 호환되었다. 이는 퀄컴 CDMA2000 장치와 호환되는 구현이 부족했기 때문이다. 결과적으로 모토로라는 근본적으로 다른 펌웨어를 사용하는 여러 장치 변형을 판매하는 경우가 많았다. 예를 들어 T모바일의 모토로라 RAZR2는 MOTOMAGX와 함께 제공되는 반면 버라이즌 와이어리스의 RAZR2는 모토로라의 P2k 펌웨어와 함께 제공된다.
이로 인해 고객에게 심각한 혼란이 생겼다. 사용자 경험은 단순히 어느 통신사에 있느냐에 따라 동일한 두 장치 간에 크게 다르기 때문이다.

## 지원 장치
- 모토로라 ROKR
- 모토로라 i856
- 모토로라 ROKR E2
- 모토로라 ROKR E8
- 모토로라 ROKR/RIZR Z6
- 모토로라 U9
- 모토로라 RAZR2 V8
- 모토로라 VE66
- 모토로라 ZINE ZN5
- 모토로라 툰드라 V76r
- 모토로라 ROKR EM35
- 모토로라 ROKR ZN200